# Nienke Römer
Pour les articles homonymes, voir Römer.
 (janvier 2019).
Si vous disposez d'ouvrages ou d'articles de référence ou si vous connaissez des sites web de qualité traitant du thème abordé ici, merci de compléter l'article en donnant les références utiles à sa vérifiabilité et en les liant à la section « Notes et références ».
Nienke Brom-Römer dite Nienke Römer, née le 8 octobre 1975 à Amsterdam, est une actrice néerlandaise.

## Filmographie

### Cinéma
- 1999 : Novellen: De dag, de nacht en het duister : Kim
- 2007 : Road de Daniel Bruce : Anne[1]
- 2011 : Claustrophobia de Bobby Boermans : Lisa Veenstra[2]
- 2016 : Amour et préjugés de Janice Pierre[3]
- 2017 : Baby Blue de Thomas Acda : Marjan de Wilde[4]

### Téléfilms
- 1993 : Oppassen!!! (nl) : Janet
- 1996 : Ik ben je moeder niet (nl) : Sabine
- 1996 : Goudkust (nl) : Natasja Laroux
- 2001 : Rozengeur & Wodka Lime (nl) : Robin Theysse
- 2001 : All Stars (nl) : Tineke Robertson
- 2002 : 'De Enclave : Sanne Hadzic
- 2003 : Baantjer : Lilian de Zwart
- 2005 : Grijpstra & De Gier (nl) : Patricia van Heesch
- 2006 : Koppels (nl) : Suzanne Bruner
- 2007 : Julia's Tango (nl) : Dorien
- 2009 : Suzanne en de mannen (nl) : Suzanne
- 2010 : Expeditie Robinson (nl) : Rôle inconnu
- 2011 : Verborgen Gebreken (nl) : Liesbeth de Haan
- 2012 : Flikken Maastricht : Babette Bekkers
- 2013 : Verliefd op Ibiza (nl) : Sandra
- 2014 : De Deal (nl) : Roos Omega

## Vie privée
Depuis 2005, elle est l'épouse de l'acteur et présentateur Frederik Brom. Elle est la sœur aînée de l'acteur Thijs Römer.